# Anèmia
El terme anèmia (en grec Ἀναιμία, que vol dir "sense sang") és una malaltia de la sang on hi ha una disminució de la concentració d'hemoglobina. Hi ha un descens de l'hematòcrit i de la concentració d'hematies.
Es dona una anèmia quan la concentració d'hemoglobina és inferior a:
- 11g/100ml, en nens d'entre 6 mesos a 6 anys.
- 12g/100ml, entre nens de 6 a 14 anys i dones.
- 13g/100ml, en homes adults.[1]

En una anèmia hi ha una menor capacitat de la sang per transportar oxigen (a causa de la falta d'hemoglobina, proteïna transportadora l'oxigen) als teixits, causant-los hipòxia. Com que totes les cèl·lules humanes depenen de l'oxigen per viure, els diferents graus d'anèmia poden tenir una ampla varietat de conseqüències mèdiques.
Els tres tipus principals d'anèmia inclouen una pèrdua excessiva de sang (tant en el cas de les hemorràgies com en el de les pèrdues cròniques), una destrucció excessiva de les cèl·lules sanguínies (hemòlisi) o una producció deficient de globus vermells (hematopoesi ineficaç). En les dones que tenen la menstruació, una dieta pobra en ferro és una causa comuna de producció deficient de globus vermells.
L'anèmia és la malaltia sanguínia més comuna. Hi ha diversos tipus d'anèmia, provocats per una varietat de causes subjacents. L'anèmia també es pot classificar de diverses maneres, segons la morfologia dels glòbuls vermells, els mecanismes etiològics subjacents o els paràmetres clínics discernibles, per exemple.

## Signes i símptomes

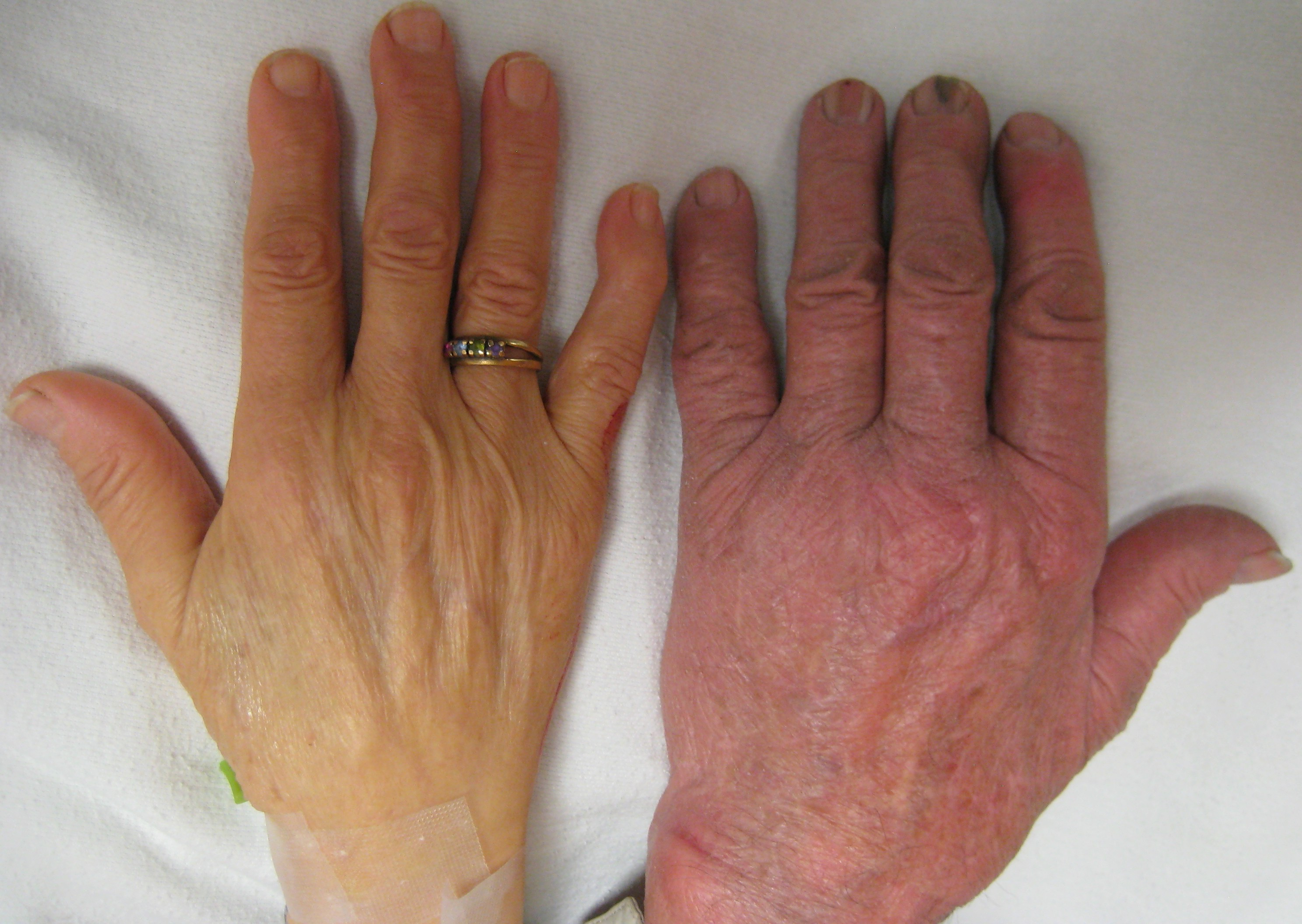
Mà d'una persona amb anèmia (a l'esquerra): amb pal·lidesa i menys vermellor.

L'anèmia (lleu), en moltes persones, no dona símptomes, o bé els símptomes poden ser lleus o vagues. Els signes i símptomes poden estar relacionats amb la mateixa anèmia, o la causa subjacent.
En general, les persones amb símptomes refereixen un sentiment de debilitat o fatiga, malestar general i de vegades falta de concentració. També poden referir de dispnea (falta d'aire) en l'esforç. En l'anèmia important, el cos pot compensar la manca de capacitat de transport d'oxigen de la sang mitjançant l'augment del cabal cardíac. El pacient pot tenir símptomes relacionats amb aquesta, com ara palpitacions, angina de pit (en cas de malaltia cardíaca preexistent és present), claudicació intermitent de les cames, i símptomes d'insuficiència cardíaca.
En l'examen, els signes exposats inclouen pal·lidesa (pell, mucoses i ungles pàl·lides), però això no és un signe fiable. Hi pot haver signes de causes específiques de l'anèmia, per exemple, coiloníquia (en la deficiència de ferro), icterícia (en l'anèmia hemolítica), deformitats dels ossos (que es troba a la talassèmia major), úlceres de la cama (vist en la malaltia de cèl·lules falciformes) o també trastorns ginecològics que generalment causen pèrdua de sang crònica.
En l'anèmia severa, hi pot haver signes de circulació hiperdinàmica: un ritme cardíac ràpid (taquicàrdia), pols dèbil, bufs, dilatació cardíaca del ventricle esquerre. Hi pot haver signes d'insuficiència cardíaca. Així mateix, també es pot presentar inflamació intestinal.

## Classificació: Anèmies

### La mida de les hematies
En la realització d'un hemograma, que confirma o diagnostica l'anèmia (amb el paràmetre de l'hemoglobina), hi ha el paràmetre del volum corpuscular mitjà (VCM), que permet al metge fer una primera classificació morfològica.
|  |  |  |  |  |  |                              |                              |                              |                              |                              |                              |  |  |  |  |  |  |  |  |  |  | Anèmia                          |                                 |                                 |                                 |                                 |                                 |  |  |  |  |  |  |  |  |  |  |                             |                             |                             |                             |                             |                             |  |  |
|  |  |  |  |  |  |                              |                              |                              |                              |                              |                              |  |  |  |  |  |  |  |  |  |  |                                 |                                 |                                 |                                 |                                 |                                 |  |  |  |  |  |  |  |  |  |  |                             |                             |                             |                             |                             |                             |  |  |
|  |  |  |  |  |  |                              |                              |                              |                              |                              |                              |  |  |  |  |  |  |  |  |  |  |                                 |                                 |                                 |                                 |                                 |                                 |  |  |  |  |  |  |  |  |  |  |                             |                             |                             |                             |                             |                             |  |  |
|  |  |  |  |  |  | Anèmia macrocítica (VCM>100) | Anèmia macrocítica (VCM>100) | Anèmia macrocítica (VCM>100) | Anèmia macrocítica (VCM>100) | Anèmia macrocítica (VCM>100) | Anèmia macrocítica (VCM>100) |  |  |  |  |  |  |  |  |  |  | Anèmia normocítica (VCM 80–100) | Anèmia normocítica (VCM 80–100) | Anèmia normocítica (VCM 80–100) | Anèmia normocítica (VCM 80–100) | Anèmia normocítica (VCM 80–100) | Anèmia normocítica (VCM 80–100) |  |  |  |  |  |  |  |  |  |  | Anèmia microcítica (VCM<80) | Anèmia microcítica (VCM<80) | Anèmia microcítica (VCM<80) | Anèmia microcítica (VCM<80) | Anèmia microcítica (VCM<80) | Anèmia microcítica (VCM<80) |  |  |

#### Tipus
- Anèmies microcítiques
  - Anèmies per dèficit de ferro: Anèmia ferropènica, la més freqüent d'aquest grup.
  - Anèmia sideroblàstica
  - Alfa i beta talassèmia
- Anèmies normocítiques
  - Anèmia associada a malaltia crònica, la més freqüent d'aquest grup.
  - Anèmia aplàstica: (constitucional, mieloptísica)
  - Anèmia hemolítica
  - Anèmia mixta, produïda per la barreja de condicions d'una anèmia microcítica i una anèmia macrocítica.
- Anèmia macrocítiques
  - Anèmia megaloblàstica

### La producció enfront de la destrucció o pèrdua
O el mètode "quinètic", que implica avaluar la producció, destrucció i pèrdua de globus vermells. Aquesta valoració pot permetre al metge descobrir més ràpidament casos en què coexisteixen diversos tipus d'anèmia.
|  |  | | | | | | |  |  |                                                                                          |                                                                                          |                                                                                          |                                                                                          |                                                                                          |                                                                                          | Anèmia |  | | | | | | | | | | |  |  |  |  |  |  |  |  |  |  |  |  |  |  |  |  |  |  |  |  |  |  |  |  |  |  |
|  |  | | | | | | |  |  |                                                                                          |                                                                                          |                                                                                          |                                                                                          |                                                                                          |                                                                                          |        |  | | | | | | | | | | |  |  |  |  |  |  |  |  |  |  |  |  |  |  |  |  |  |  |  |  |  |  |  |  |  |  |
|  |  | | | | | | |  |  |                                                                                          |                                                                                          |                                                                                          |                                                                                          |                                                                                          |                                                                                          |        |  | | | | | | | | | | |  |  |  |  |  |  |  |  |  |  |  |  |  |  |  |  |  |  |  |  |  |  |  |  |  |  |
|  |  | | | | | | |  |  | Índex reticulocitari baix: resposta de producció insuficient per a l'anèmia              | Índex reticulocitari baix: resposta de producció insuficient per a l'anèmia              | Índex reticulocitari baix: resposta de producció insuficient per a l'anèmia              | Índex reticulocitari baix: resposta de producció insuficient per a l'anèmia              | Índex reticulocitari baix: resposta de producció insuficient per a l'anèmia              | Índex reticulocitari baix: resposta de producció insuficient per a l'anèmia              |        |  | | | | | Índex reticulocitari alt: resposta adequada a l'anèmia (una producció adequada d'hematies): anèmia per pèrdua de sang o hemòlisi.      | Índex reticulocitari alt: resposta adequada a l'anèmia (una producció adequada d'hematies): anèmia per pèrdua de sang o hemòlisi.      | Índex reticulocitari alt: resposta adequada a l'anèmia (una producció adequada d'hematies): anèmia per pèrdua de sang o hemòlisi. | Índex reticulocitari alt: resposta adequada a l'anèmia (una producció adequada d'hematies): anèmia per pèrdua de sang o hemòlisi. | Índex reticulocitari alt: resposta adequada a l'anèmia (una producció adequada d'hematies): anèmia per pèrdua de sang o hemòlisi. | Índex reticulocitari alt: resposta adequada a l'anèmia (una producció adequada d'hematies): anèmia per pèrdua de sang o hemòlisi. |  |  |  |  |  |  |  |  |  |  |  |  |  |  |  |  |  |  |  |  |  |  |  |  |  |  |
|  |  | | | | | | |  |  | Índex reticulocitari baix: resposta de producció insuficient per a l'anèmia              | Índex reticulocitari baix: resposta de producció insuficient per a l'anèmia              | Índex reticulocitari baix: resposta de producció insuficient per a l'anèmia              | Índex reticulocitari baix: resposta de producció insuficient per a l'anèmia              | Índex reticulocitari baix: resposta de producció insuficient per a l'anèmia              | Índex reticulocitari baix: resposta de producció insuficient per a l'anèmia              |        |  | | | | | Índex reticulocitari alt: resposta adequada a l'anèmia (una producció adequada d'hematies): anèmia per pèrdua de sang o hemòlisi.      | Índex reticulocitari alt: resposta adequada a l'anèmia (una producció adequada d'hematies): anèmia per pèrdua de sang o hemòlisi.      | Índex reticulocitari alt: resposta adequada a l'anèmia (una producció adequada d'hematies): anèmia per pèrdua de sang o hemòlisi. | Índex reticulocitari alt: resposta adequada a l'anèmia (una producció adequada d'hematies): anèmia per pèrdua de sang o hemòlisi. | Índex reticulocitari alt: resposta adequada a l'anèmia (una producció adequada d'hematies): anèmia per pèrdua de sang o hemòlisi. | Índex reticulocitari alt: resposta adequada a l'anèmia (una producció adequada d'hematies): anèmia per pèrdua de sang o hemòlisi. |  |  |  |  |  |  |  |  |  |  |  |  |  |  |  |  |  |  |  |  |  |  |  |  |  |  |
|  |  | | | | | | |  |  |                                                                                          |                                                                                          |                                                                                          |                                                                                          |                                                                                          |                                                                                          |        |  | | | | | | | | | | |  |  |  |  |  |  |  |  |  |  |  |  |  |  |  |  |  |  |  |  |  |  |  |  |  |  |
|  |  | No hi ha troballes clíniques compatibles amb hemòlisi o pèrdua de sang: trastorn pur de la producció | No hi ha troballes clíniques compatibles amb hemòlisi o pèrdua de sang: trastorn pur de la producció | No hi ha troballes clíniques compatibles amb hemòlisi o pèrdua de sang: trastorn pur de la producció | No hi ha troballes clíniques compatibles amb hemòlisi o pèrdua de sang: trastorn pur de la producció | No hi ha troballes clíniques compatibles amb hemòlisi o pèrdua de sang: trastorn pur de la producció | No hi ha troballes clíniques compatibles amb hemòlisi o pèrdua de sang: trastorn pur de la producció |  |  | Troballes clíniques i VCM anormal: hemòlisi o pèrdua i trastorn crònic de la producció*. | Troballes clíniques i VCM anormal: hemòlisi o pèrdua i trastorn crònic de la producció*. | Troballes clíniques i VCM anormal: hemòlisi o pèrdua i trastorn crònic de la producció*. | Troballes clíniques i VCM anormal: hemòlisi o pèrdua i trastorn crònic de la producció*. | Troballes clíniques i VCM anormal: hemòlisi o pèrdua i trastorn crònic de la producció*. | Troballes clíniques i VCM anormal: hemòlisi o pèrdua i trastorn crònic de la producció*. |        |  | Troballes clíniques i VCM normal = hemòlisi aguda o pèrdua sense donar temps suficient al moll d'os per una producció compensatòria**. | Troballes clíniques i VCM normal = hemòlisi aguda o pèrdua sense donar temps suficient al moll d'os per una producció compensatòria**. | Troballes clíniques i VCM normal = hemòlisi aguda o pèrdua sense donar temps suficient al moll d'os per una producció compensatòria**. | Troballes clíniques i VCM normal = hemòlisi aguda o pèrdua sense donar temps suficient al moll d'os per una producció compensatòria**. | Troballes clíniques i VCM normal = hemòlisi aguda o pèrdua sense donar temps suficient al moll d'os per una producció compensatòria**. | Troballes clíniques i VCM normal = hemòlisi aguda o pèrdua sense donar temps suficient al moll d'os per una producció compensatòria**. | | | | |  |  |  |  |  |  |  |  |  |  |  |  |  |  |  |  |  |  |  |  |  |  |  |  |  |  |
|  |  | No hi ha troballes clíniques compatibles amb hemòlisi o pèrdua de sang: trastorn pur de la producció | No hi ha troballes clíniques compatibles amb hemòlisi o pèrdua de sang: trastorn pur de la producció | No hi ha troballes clíniques compatibles amb hemòlisi o pèrdua de sang: trastorn pur de la producció | No hi ha troballes clíniques compatibles amb hemòlisi o pèrdua de sang: trastorn pur de la producció | No hi ha troballes clíniques compatibles amb hemòlisi o pèrdua de sang: trastorn pur de la producció | No hi ha troballes clíniques compatibles amb hemòlisi o pèrdua de sang: trastorn pur de la producció |  |  | Troballes clíniques i VCM anormal: hemòlisi o pèrdua i trastorn crònic de la producció*. | Troballes clíniques i VCM anormal: hemòlisi o pèrdua i trastorn crònic de la producció*. | Troballes clíniques i VCM anormal: hemòlisi o pèrdua i trastorn crònic de la producció*. | Troballes clíniques i VCM anormal: hemòlisi o pèrdua i trastorn crònic de la producció*. | Troballes clíniques i VCM anormal: hemòlisi o pèrdua i trastorn crònic de la producció*. | Troballes clíniques i VCM anormal: hemòlisi o pèrdua i trastorn crònic de la producció*. |        |  | Troballes clíniques i VCM normal = hemòlisi aguda o pèrdua sense donar temps suficient al moll d'os per una producció compensatòria**. | Troballes clíniques i VCM normal = hemòlisi aguda o pèrdua sense donar temps suficient al moll d'os per una producció compensatòria**. | Troballes clíniques i VCM normal = hemòlisi aguda o pèrdua sense donar temps suficient al moll d'os per una producció compensatòria**. | Troballes clíniques i VCM normal = hemòlisi aguda o pèrdua sense donar temps suficient al moll d'os per una producció compensatòria**. | Troballes clíniques i VCM normal = hemòlisi aguda o pèrdua sense donar temps suficient al moll d'os per una producció compensatòria**. | Troballes clíniques i VCM normal = hemòlisi aguda o pèrdua sense donar temps suficient al moll d'os per una producció compensatòria**. | | | | |  |  |  |  |  |  |  |  |  |  |  |  |  |  |  |  |  |  |  |  |  |  |  |  |  |  |
|  |  | | | | | | |  |  |                                                                                          |                                                                                          |                                                                                          |                                                                                          |                                                                                          |                                                                                          |        |  | | | | | | | | | | |  |  |  |  |  |  |  |  |  |  |  |  |  |  |  |  |  |  |  |  |  |  |  |  |  |  |
|  |  | Anèmia macrocítica (VCM>100)                                                                         | Anèmia macrocítica (VCM>100)                                                                         | Anèmia macrocítica (VCM>100)                                                                         | Anèmia macrocítica (VCM>100)                                                                         | Anèmia macrocítica (VCM>100)                                                                         | Anèmia macrocítica (VCM>100)                                                                         |  |  | Anèmia normocítica (VCM 80–100)                                                          | Anèmia normocítica (VCM 80–100)                                                          | Anèmia normocítica (VCM 80–100)                                                          | Anèmia normocítica (VCM 80–100)                                                          | Anèmia normocítica (VCM 80–100)                                                          | Anèmia normocítica (VCM 80–100)                                                          |        |  | | | Anèmia microcítica (VCM<80) | Anèmia microcítica (VCM<80) | Anèmia microcítica (VCM<80) | Anèmia microcítica (VCM<80) | Anèmia microcítica (VCM<80) | Anèmia microcítica (VCM<80) | | |  |  |  |  |  |  |  |  |  |  |  |  |  |  |  |  |  |  |  |  |  |  |  |  |  |  |

*  Per exemple, l'anèmia de cèl·lules falciformes amb deficiència de ferro superposades; hemorràgia gàstrica crònica amb deficiència de vitamina B12 i àcid fòlic, i altres casos de l'anèmia amb més d'una causa.

**  Cal confirmar-ho repetint recompte de reticulòcits: una combinació permanent de baix índex de producció de reticulòcits, un VCM normal i hemòlisi o pèrdua pot ser vista en la insuficiència de medul·la òssia o l'anèmia de les malalties cròniques, amb hemòlisi superposades o relacionades o pèrdua de sang.

## Tractaments
Ha de ser, sempre que es pugui, de la causa (cal un correcte diagnòstic). Una anèmia important pot requerir una transfusió de sang.